# 구마가이 사키
구마가이 사키(일본어: 熊谷 紗希, 1990년 10월 17일~)는 일본의 여자 축구 선수이다. 포지션은 수비수이며, 현재 이탈리아 세리에 A 펨미닐레의 AS 로마 소속으로 활동하고 있다.

## 클럽 경력
2009년에 우라와 레드 다이아몬즈 레이디스에 입단하면서 일본 여자 축구 리그 무대에 데뷔했으며 2011년 7월에 독일 프라우엔-분데스리가 소속 클럽인 1. FFC 프랑크푸르트로 이적했다. 2013년 6월에는 프랑스 디비지옹 1 페미닌 소속 클럽인 올랭피크 리옹으로 이적했다.

## 국가대표팀 경력

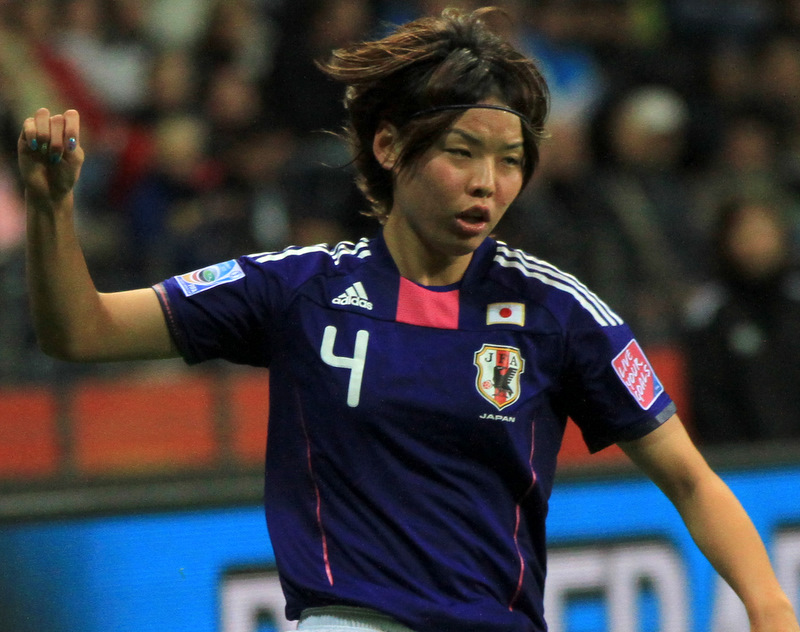
2011년의 구마가이

2008년 3월 7일에 열린 캐나다와의 경기에서 처음 출전하면서 일본 국가대표팀 선수로 데뷔했다. 2008년 FIFA U-20 여자 월드컵, 2010년 FIFA U-20 여자 월드컵에 참가했으며 일본이 우승을 차지한 2011년 FIFA 여자 월드컵에 참가했다. 특히 미국과의 결승전에서는 일본의 4번째 승부차기를 성공시켰다.
일본이 은메달을 획득했던 2012년 런던 하계 올림픽, 일본이 준우승을 차지했던 2015년 FIFA 여자 월드컵에도 참가했으며 2017년 1월에는 다카쿠라 아사코 감독으로부터 일본 여자 축구 국가대표팀 주장으로 임명되었다.
프랑스에서 개최된 2019년 FIFA 여자 월드컵에도 참가하였으나, 네덜란드와의 16강전에서 핸드볼 반칙을 저질러 페널티 킥을 내주었고, 팀은 1:2로 패해 3대회 연속 8강 진출에는 실패했다.

## 통계
| 일본 | 일본 | 일본 |
| 연도 | 출전 | 득점 |
| ---- | ---- | ---- |
| 2008 | 2    | 0    |
| 2009 | 0    | 0    |
| 2010 | 15   | 0    |
| 2011 | 16   | 0    |
| 2012 | 16   | 0    |
| 2013 | 9    | 0    |
| 2014 | 5    | 0    |
| 2015 | 11   | 0    |
| 2016 | 7    | 0    |
| 2017 | 9    | 0    |
| 2018 | 10   | 0    |
| 2019 | 10   | 1    |
| 2020 | 2    | 0    |
| 2021 | 8    | 0    |
| 2022 | 11   | 1    |
| 2023 | 16   | 0    |
| 2024 | 10   | 1    |
| 통산 | 157  | 3    |

## 수상

### 클럽
우라와 레드 다이아몬드 레이디스
- 일본 여자 축구 리그 1회 우승 (2009)

올랭피크 리옹
- 디비지옹 1 페미닌 5회 우승 (2013-14, 2014-15, 2015-16, 2016-17, 2017-18)
- 쿠프 드 프랑스 페미닌 4회 우승 (2013-14, 2014-15, 2015-16, 2016-17)
- UEFA 여자 챔피언스리그 3회 우승 (2015-16, 2016-17, 2017-18)

### 국가대표
- 2009년 AFC U-19 여자 축구 선수권 대회 우승
- 2010년 동아시아 여자 축구 선수권 대회 우승
- 2010년 광저우 아시안 게임 여자 축구 금메달
- 2011년 FIFA 여자 월드컵 우승
- 2012년 런던 하계 올림픽 여자 축구 은메달
- 2015년 FIFA 여자 월드컵 준우승
- 2018년 AFC 여자 아시안컵 우승